# Muotathal
Muotathal je obec ve švýcarském kantonu Schwyz. Žije zde přibližně 3 500 obyvatel.

## Geografie

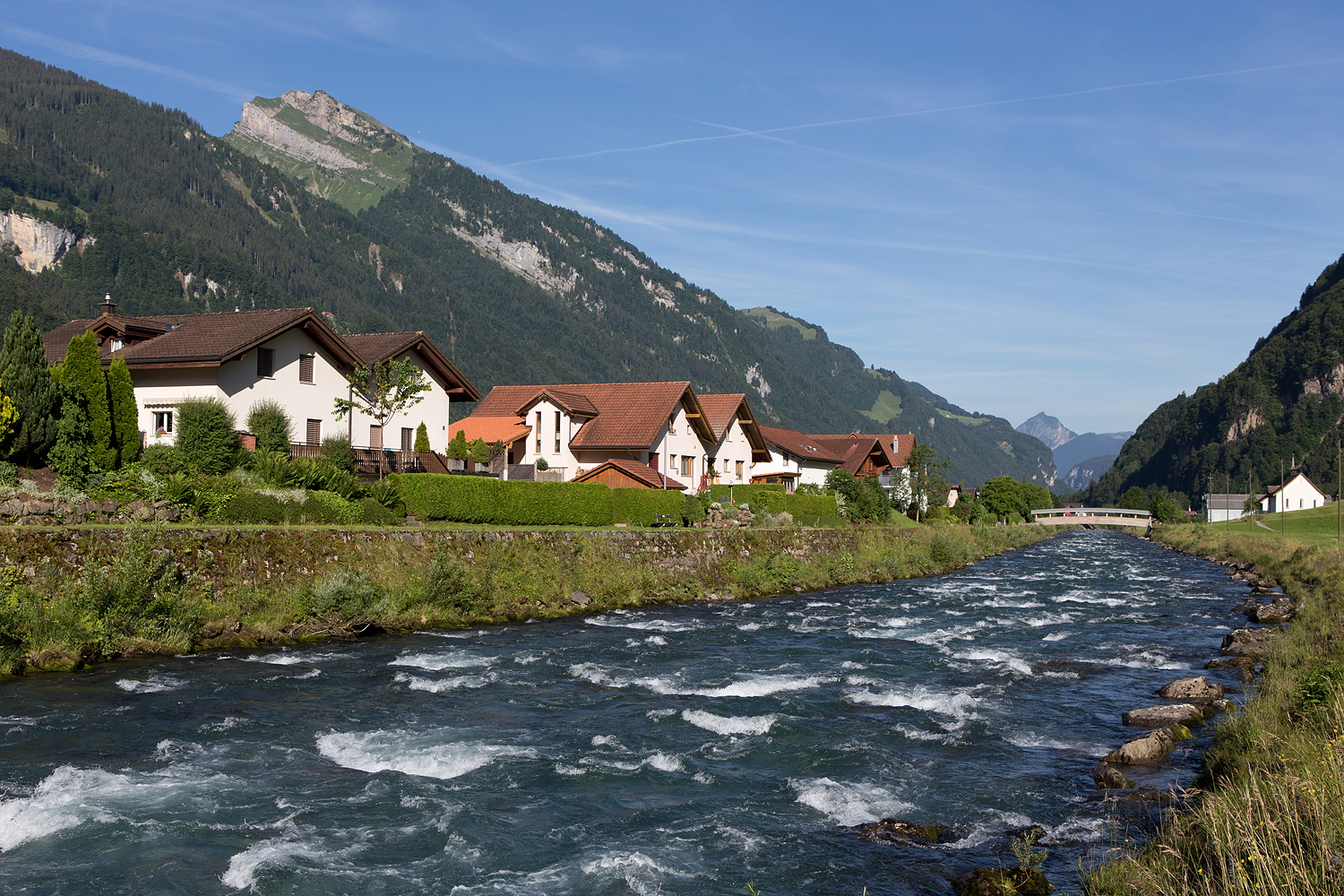
Řeka Muota

Centrum obce leží v nadmořské výšce 610 metrů a tvoří jihovýchodní část kantonu Schwyz, na jihu sousedí s kantonem Uri a na východě s kantonem Glarus. S rozlohou 172 km² patří Muotathal mezi deset největších obcí ve Švýcarsku a je téměř stejně velká jako kanton Appenzell Innerrhoden. Muotathal se skládá z vesnic (místních částí) Muotathal, Hinterthal, Bisisthal a Ried. Na vrcholu Schijen se nachází trojmezí hranice s kantony Glarus a Uri.
Obec je pojmenována podle údolí Muotatal, které je zase odvozeno od řeky Muota, která jím protéká.
V obci se nachází jedna z nejdelších jeskyní na světě: Hölloch má celkovou délku přes 200 km (k roku 2013) a nachází se v krasové oblasti Silberen. Ve stejné oblasti se nachází i další jeskynní systém pod názvem Silberen.

## Historie

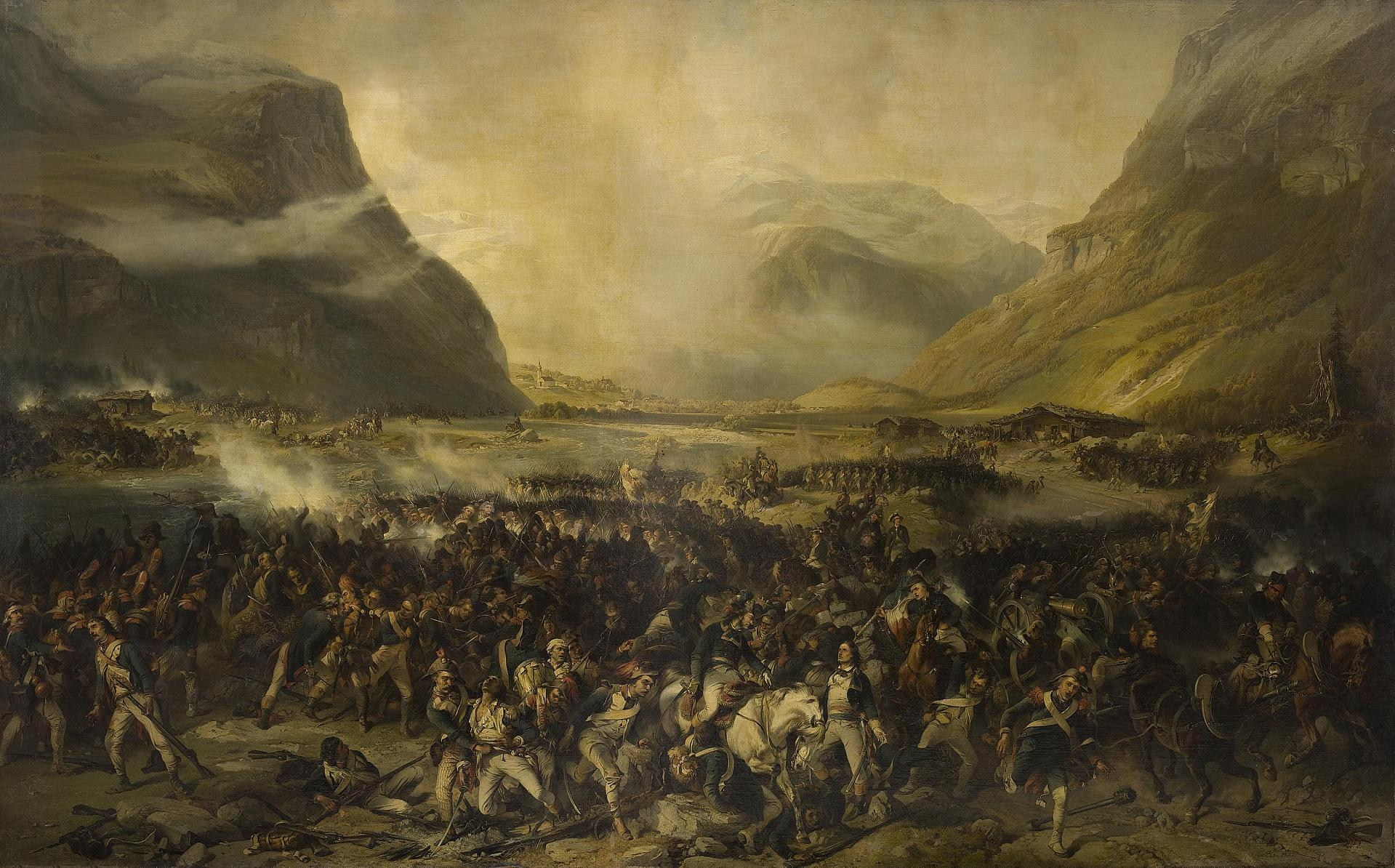
Bitva v Muotatalu (1799)

Údolí Muotatal (1958)

Údolí Muoty bylo pravděpodobně obsazeno Alamany v 8. nebo 9. století. Archeologické nálezy ukazují, že od 10. století zde existovalo dočasné osídlení. Tyto alpské osady měly sousedské vazby na Uri a Glarus. Ahaburg byl osídlen ve 13. a 14. století. V roce 1235 se na březích Muoty usadili zbožní muži a ženy. V roce 1288 byl založen klášter minoritů v Muotathalu. Klášter zanikl v roce 1530 a obnoven byl v roce 1590. Kvůli nebezpečí záplav musel být klášterní komplex v roce 1684 přestavěn na novém místě. Rozkvět kláštera nastal v 18. století. První farní kostel byl postaven pravděpodobně v 9. století a jisté doklady o existenci kostela existují z roku 1369. Kostel byl zbořen v roce 1786 a nahrazen současným pozdně barokním farním kostelem svatého Zikmunda a Waldburga.
V roce 1799 bylo údolí z větší části obsazeno rakouskými vojsky, která podporovala stoupence Staré konfederace v boji proti francouzským protektorům Helvétské republiky. 30. září a 1. října se nakonec odehrála bitva v údolí Muotatal, v níž zadní voj ruské italské armády vedený generálem pěchoty Andrejem Rosenbergem pod velením polního maršála Alexandra Suvorova odrazil předvoj francouzské podunajské armády vedené brigádním generálem Édouardem Mortierem pod velením divizního generála Andrého Massény. Sedm tisíc Rusů ztratilo asi 500 mužů, devět tisíc Francouzů přišlo o dva tisíce, z toho polovinu zajetím, především kvůli panice na takzvaném Suvorovově mostě. Zásobování tisíců vojáků vedlo k nedostatku potravin a bídě v údolí.
Po celá staletí se do údolí dalo dostat pouze po stezkách pro mezky. První silnice do Schwyzu byla postavena v roce 1865. Od roku 1922 je údolí napojeno na síť veřejné dopravy. Dne 27. srpna 1938 došlo k leteckému neštěstí, při kterém se na Heubergenu v Muotathalu zřítila čtyři z pěti letadel ve formaci stíhacích letounů švýcarského letectva. Zahynulo sedm osob.

## Obyvatelstvo
| Rok            | 1850 | 1900 | 1950 | 1980 | 1999 | 2010 |
| Počet obyvatel | 1680 | 2220 | 2475 | 2896 | 3578 | 3561 |

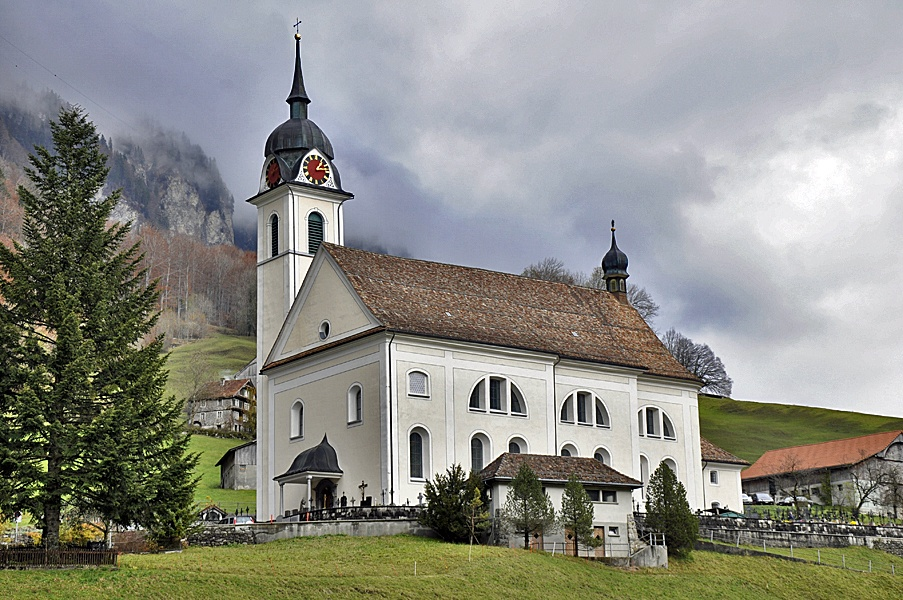
Farní kostel

Muotathal má přibližně 3 500 obyvatel. Většina obyvatel (k roku 2000) hovoří německy (96,5 %), druhá nejčastější je albánština (2,5 %) a třetí makedonština (0,3 %). K římskokatolické církvi se hlásí 3180 obyvatel (91,2 %; stav ke konci roku 2015).

## Hospodářství
Historicky bylo údolí Muoty orientováno pouze na zemědělství, zejména chov dobytka. V současnosti už obec nežije pouze ze zemědělství, ale usadily se zde i různé dřevozpracující podniky, cestovní ruch a další služby.

## Sport
Muotathal je švýcarskou baštou házené. Nejznámějším klubem je házenkářský tým KTV Muotathal. V sezóně 2006/2007 po ročním působení v 1. lize (třetí nejvyšší švýcarská liga) postoupil zpět do národní ligy (druhá nejvyšší švýcarská liga). Zápasnický klub Muotathal vychoval také slavné zápasníky, kteří v tomto tradičním švýcarském sportu patří k nejlepším v zemi. V obci působí fotbalový klub (3. liga) a florbalový tým (nejvyšší amatérská nižší liga).
Dne 21. srpna 1974 se Muotathal zúčastnil 6. kola soutěže Hry bez hranic. V anglickém Northamptonu obsadil tým spolu s anglickým a nizozemským týmem druhé místo se ziskem 39 bodů. Toto skóre stačilo na postup do velkého finále v nizozemském Leidenu. Toto finále 18. září 1974 překvapivě vyhrál tým Muotathal před Italy, Francouzi a Němci. Po La Chaux-de-Fonds v roce 1972 to bylo druhé vítězství švýcarského týmu v mezinárodním finále Her bez hranic.